# (18238) Frankshu
(18238) Frankshu est un astéroïde de la ceinture principale.

## Description
(18238) Frankshu est un astéroïde de la ceinture principale. Il fut découvert le 29 septembre 1973 à l'observatoire Palomar par Cornelis Johannes van Houten, Ingrid van Houten-Groeneveld et Tom Gehrels. Il présente une orbite caractérisée par un demi-grand axe de 3,06 UA, une excentricité de 0,09 et une inclinaison de 8,8° par rapport à l'écliptique.

## Compléments